# Axamenta
Axamenta é uma banda de black metal formada em Outubro de 1993 originária da Bélgica.

## História
Inicialmente a banda era composta por Koen Vriesacker (vocalista e guitarrista), Steven de Meyer (guitarrista) e Frederik van Mieghem (baterista). Este trio gravou a demo Echoes em Outubro de 1995.
Entre 1996 a 1997 a banda sofre mudanças: Bruno Peeters passa a ser o vocalista, Koen Vriesacker e Wesley Heyndrickx os guitarristas, Tim Wilmots o baixista e Frederik van Mieghemo baterista.
Em Abril de 1997 é lançada a demo Into a Dream.
Em Novembro de 1998 e até o ano 2000 volta a haver mudanças na formação da banda: Peter Meynckens(em 1999 é substituído por Ann Kermans) torna-se no vocalista, Tim Wilmots passa a guitarrista e Yves Huts torna-se no baixista e teclista.
Em Novembro de 1999 a banda lança a demo Nox Draconis Argenti.
Os integrantes incorporam a sua paixão pelo horror e pela fantasia nas suas músicas e letras. A banda descreve o seu estilo como fantasy metal, que é fortemente influenciado pelo black metal, death metal, doom metal e pelo heavy metal.
Em Julho de 2001 a banda lança o CD Codex Barathri (Livro do Submundo).
A formação da banda muda de novo: Mordheim é o novo vocalista e Tim Wilmots o baixista.
Em Maio de 2005 é gravado o álbum EVER-ARCH-I-TECH-TURE, que conta com 13 faixas. Daniel Gildenlöw (pain of salvation) é convidado cantar uma das músicas do álbum.
Em Maio de 2006 a banda assinou contrato com a editora Shiver Records.

## Membros

### Fundadores
- Steven de Meyer - guitarra
- Koen Vriesacker - vocais, guitarra
- Bruno Peeters - vocais
- Wesley Heyndrickx - guitarra
- Ann Kermans - vocais
- Tim Wilmots - baixo
- Frederik van Mieghem - bateria
- Yves Huts - guitarra, baixo, teclado
- Kristof de Greef - baixo

### Formação actual
- Tom van Oosterwijck – bateria
- Ian van Gemeren - guitarra
- Sven Deckers – guitarra
- Peter Meynckens - vocais
- Jeroen vingerhoed - baixo

## Discografia
- 1999 - Nox Draconis Argenti
- 2001 - Codex Barathri
- 2004 - Incognation [EP]
- 2006 - Ever-Arch-I-Tech-Ture